# Cremastocheilini
Cremastocheilini is een tribus uit de familie van bladsprietkevers (Scarabaeidae). 

## Taxonomie
De volgende taxa zijn bij de tribus ingedeeld:
- Subtribus Aspilina
  - Geslacht Aspilus Schaum, 1848
  - Geslacht Protochilus Krikken, 1976
- Subtribus Coenochilina
  - Geslacht Arielina Rossi, 1958
  - Geslacht Astoxenus Péringuey, 1907
  - Geslacht Basilewskynia Schein, 1957
  - Geslacht Coenochilus Schaum, 1841
  - Geslacht Ruterielina Rojkoff, 2010
- Subtribus Cremastocheilina
  - Geslacht Centrochilus Krikken, 1976
  - Geslacht Clinterocera Motschulsky, 1857
  - Geslacht Cremastocheilus Knoch, 1801
  - Geslacht Cyclidiellus Krikken, 1976
  - Geslacht Cyclidinus Westwood, 1874
  - Geslacht Cyclidius MacLeay, 1838
  - Geslacht Genuchinus Westwood, 1874
  - Geslacht Lissomelas Bates, 1889
  - Geslacht Paracyclidius Howden, 1971
  - Geslacht Platysodes Westwood, 1873
  - Geslacht Psilocnemis Burmeister, 1842
- Subtribus Cymophorina
  - Geslacht Cymophorus Kirby, 1827
  - Geslacht Myrmecochilus Wasmann, 1900
  - Geslacht Rhagopteryx Burmeister, 1842
- Subtribus Genuchina
  - Geslacht Genuchus Kirby, 1825
  - Geslacht Meurguesia Ruter, 1969
  - Geslacht Problerhinus Deyrolle, 1864
- Subtribus Goliathopsidina
  - Geslacht Goliathopsis Janson, 1881
- Subtribus Heterogeniina
  - Geslacht Heterogenius Moser, 1911
- Subtribus Lissogeniina
  - Geslacht Chtonobius Burmeister, 1847
  - Geslacht Lissogenius Schaum, 1844
- Subtribus Macromina
  - Geslacht Brachymacroma Kraatz, 1896
  - Geslacht Campsiura Hope, 1831
  - Geslacht Macromina Westwood, 1874
  - Geslacht Pseudopilinurgus Moser, 1918
- Subtribus Nyassinina
  - Geslacht Nyassinus Westwood, 1879
- Subtribus Oplostomatina
  - Geslacht Anatonochilus Péringuey, 1907
  - Geslacht Laurentiana Ruter, 1952
  - Geslacht Oplostomus W.S. MacLeay, 1838
  - Geslacht Placodidus Péringuey, 1900
  - Geslacht Scaptobius Schaum, 1841
- Subtribus Pilinurgina
  - Geslacht Callynomes Mohnike, 1873
  - Geslacht Centrognathus Guérin-Méneville, 1840
  - Geslacht Parapilinurgus Arrow, 1910
  - Geslacht Pilinurgus Burmeister, 1842
- Subtribus Spilophorina
  - Geslacht Spilophorus Schaum, 1848
- Subtribus Telochilina
  - Geslacht Telochilus Krikken, 1975
- Subtribus Trichoplina
  - Geslacht Lecanoderus Kolbe, 1908
  - Geslacht Trichoplus Burmeister, 1842
- Subtribus Trogodina
  - Geslacht Pseudoscaptobius Krikken, 1976
  - Geslacht Trogodes Westwood, 1873